# 思爱普
SAP公司是德国一家软件企业，总部位于德国巴登符腾堡州瓦尔多夫，主营企业资源管理软件，在130个国家设有办事处，在190个国家拥有超过335,000名客户。该公司股票是欧洲Stoxx 50股票市场指数的成分股。

## 歷史

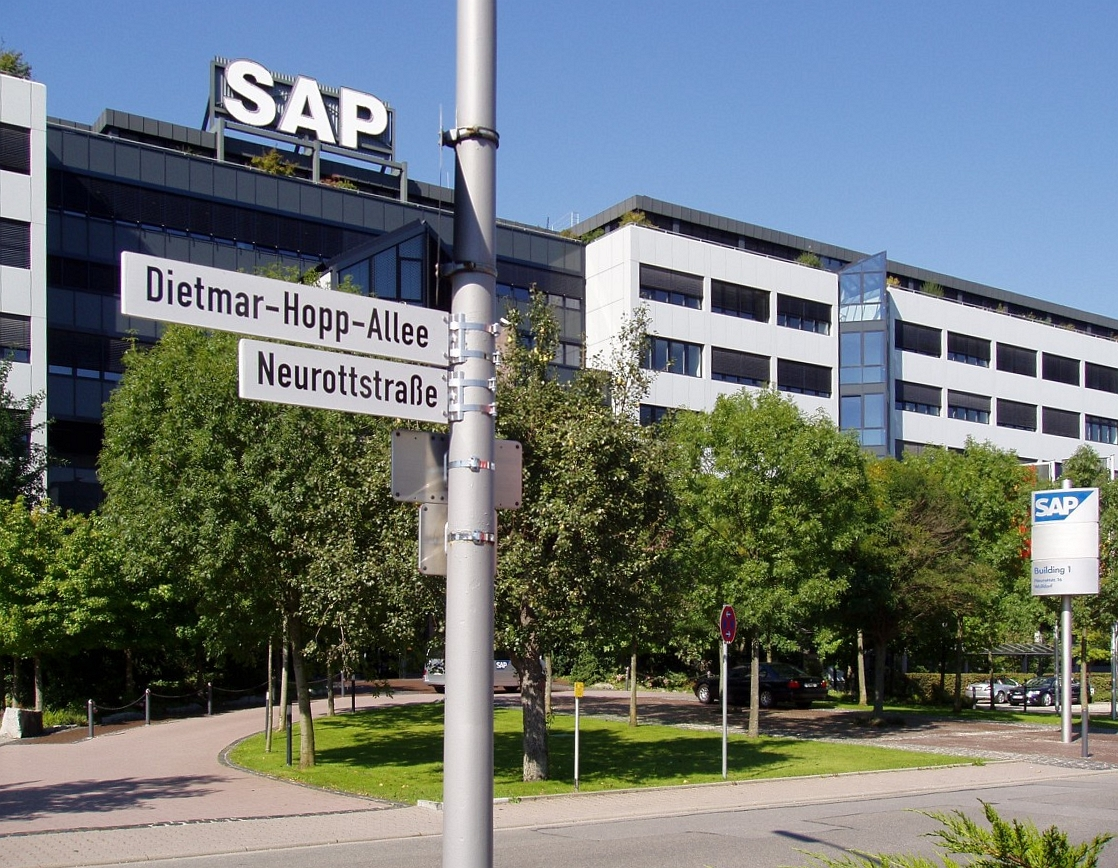
SAP總部

SAP於1972年在西德創立。五位創始人（迪特马尔·霍普、汉斯-维尔纳·黑克托尔、哈索·普拉特納、克劳斯·奇拉與克劳斯·韦伦罗伊特）於德國魏恩海姆初創時，公司名為（系統分析與程式開發），後根據（資料處理的系統、應用與產品）將公司名稱縮寫為SAP。
1976年，「SAP GmbH」成立，並於次年將總部搬遷至瓦尔多夫。
在2005年公司年會上，SAP AG成為公司的官方名稱。
在2007年，SAP宣佈將以47億歐元現金收購商務智能軟件公司Business Objects，正式進軍商務智能領域。　
在2010年，SAP宣佈將以58億美元現金收購商業軟件開發商Sybase。
2014年9月19日SAP以每股129美元斥資83億美元收購旅遊和支付軟件提供商Concur Technologies。
2018年11月11日SAP斥資80億美元現金，收購軟體公司Qualtrics。
2021年1月29日SAP分拆子公司Qualtrics(XM.US)至纳斯达克上市

## 业务与市場
根据富比士雜誌的排名，截至2016年，SAP是世界第三大软件公司。
公司在世界各地开展业务：欧洲、中东、非洲（EMEA）、大中华区（中国大陆及台湾）和APJ（亚太地区和日本）。
SAP的业务侧重于25个行业和六大产业：制造、物流、消费行业、服务业、金融和公共服务。它为大型企业、中小企业提供集成产品集。

## 商業解決方案的里程碑事件
1972年，SAP R/1開始投放市場。 6年後的1979年，SAP發佈了SAP R/2。1982年，SAP重新設計了商業解決方案。在1992年從SAP R/2到SAP R/3，SAP順應發展趨勢實現了從大型主機計算到客戶-伺服器架構的轉變。SAP基於因特網的mySAP.com重新定義了商業處理概念。在1999年，SAP被Industry Week's授予了Best Managed Companies。
2011年3月，SAP正式發佈新一代的商務分析解決方案：BusinessObjects 4.0。SAP BusinessObjects 4.0採用了統一的通用架構，提供良好的用戶體驗，特別突顯了社交網絡工具的友好使用界面。這些創新正在塑造商務分析軟件的未來——基於內存計算，實現實時商務分析。它讓用戶手中瞬間擁有強大商務智能能力，並且能夠得到比以往任何時候都多的移動終端的支持；借助準確的企業和社交數據，SAP BusinessObjects 4.0結合結構化和非結構化信息，提供信息管理工具；另外，SAP BusinessObjects 4.0提供最適合的工具，可以通過任何方式立即展開部署，無論是通過企業預置型（On-Premise）、按需隨選型（On-Demand）、嵌入業務運營的方式，還是完全「混合」的形式。

## 向云端转型
自2012年以来，SAP收购了几家提供云计算服务的公司，分析师认为这些数十亿美元的收购旨在挑战竞争对手Oracle。
2014年，SAP以83亿美元收购了Concur Technologies，这是一家基于云计算的差旅和费用管理软件的提供商。这笔并购是当时SAP最昂贵的收购项目。
2014年，IBM和SAP开始合作销售基于云计算的服务。IBM为SAP提供基础架构服务，SAP在其上运行SAP HANA云解决方案。该联盟使两家公司在市场上拥有更广泛的影响力。 同时SAP也宣布与Microsoft建立更多的合作伙伴关系，以便为客户提供数据可视化工具以及改进的移动应用程序。

## SAP S/4 HANA
2015年，该公司推出新一代SAP商务套件SAP S/4HANA。该套件是SAP为SAP HANA Cloud平台开发的原生商务套件。它为客户提供云端可定制和混合部署选项，其优势包括更小的数据占用，更高的吞吐量，更快的分析和更快的数据访问。它还允许现有SAP Business Suite客户从SAP Business Suite升级到此产品。
在2016年，SAP又推出了SAP HANA Express Edition，该版本可以在个人计算机或云计算平台上运行，方便学生和其他小规模开发人员使用。SAP的首席执行官孟鼎铭将SAP S/4 HANA的发布比作阿波罗登月计划，将其描述为公司历史上最重要的发布。

## SAP研究院

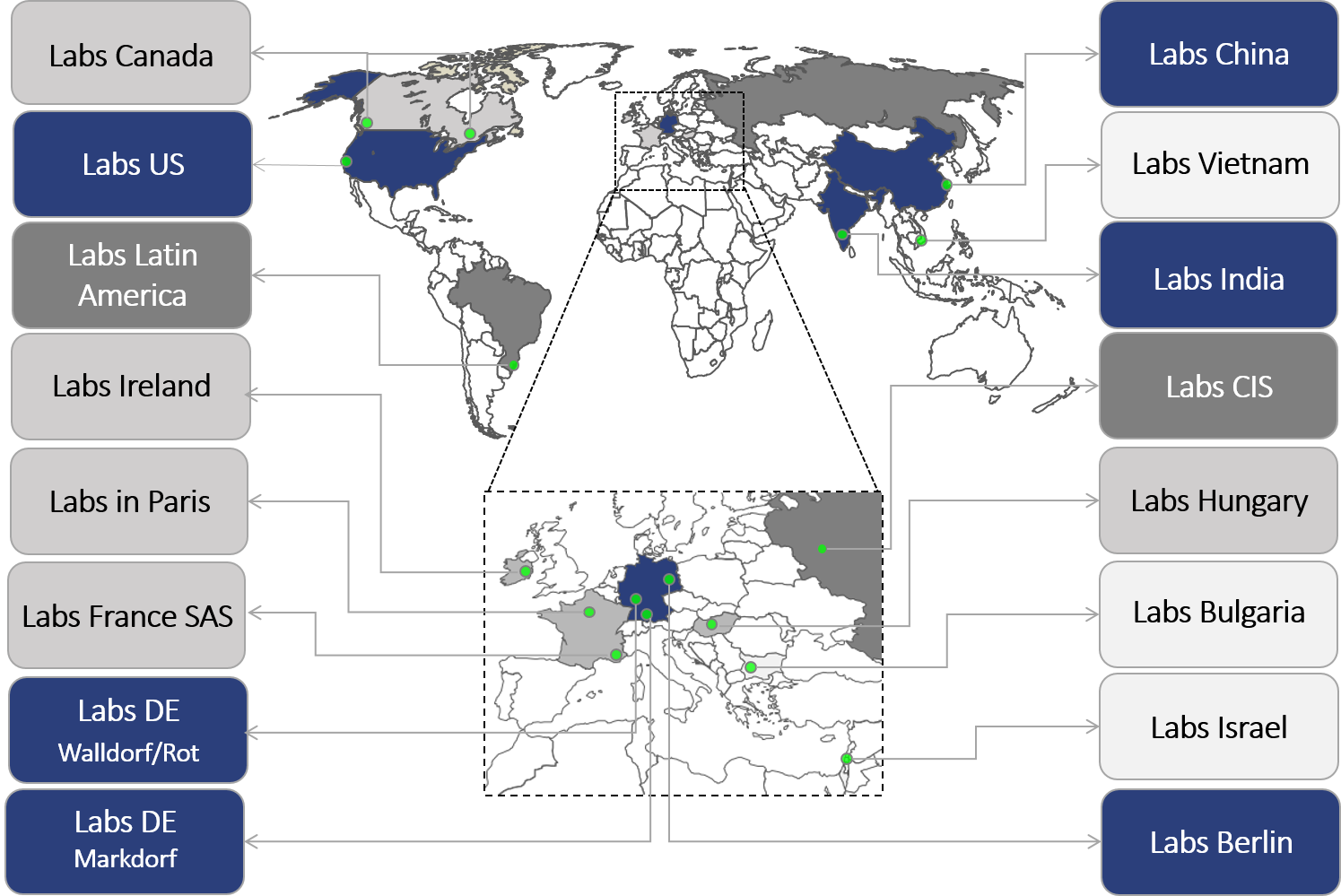
SAP 研究院的分布

SAP研究院主要任务是研发改进SAP的核心产品。均位于全球信息产业集中的城市。
SAP的4个主要的研究院位于德国，印度，中国和美国。

## SAP與中國大陆
SAP於1993年進入中华人民共和国並在北京建立第一個辦事處，1996年進入上海市場。目前SAP是中國市場最受歡迎的企業管理軟件之一。

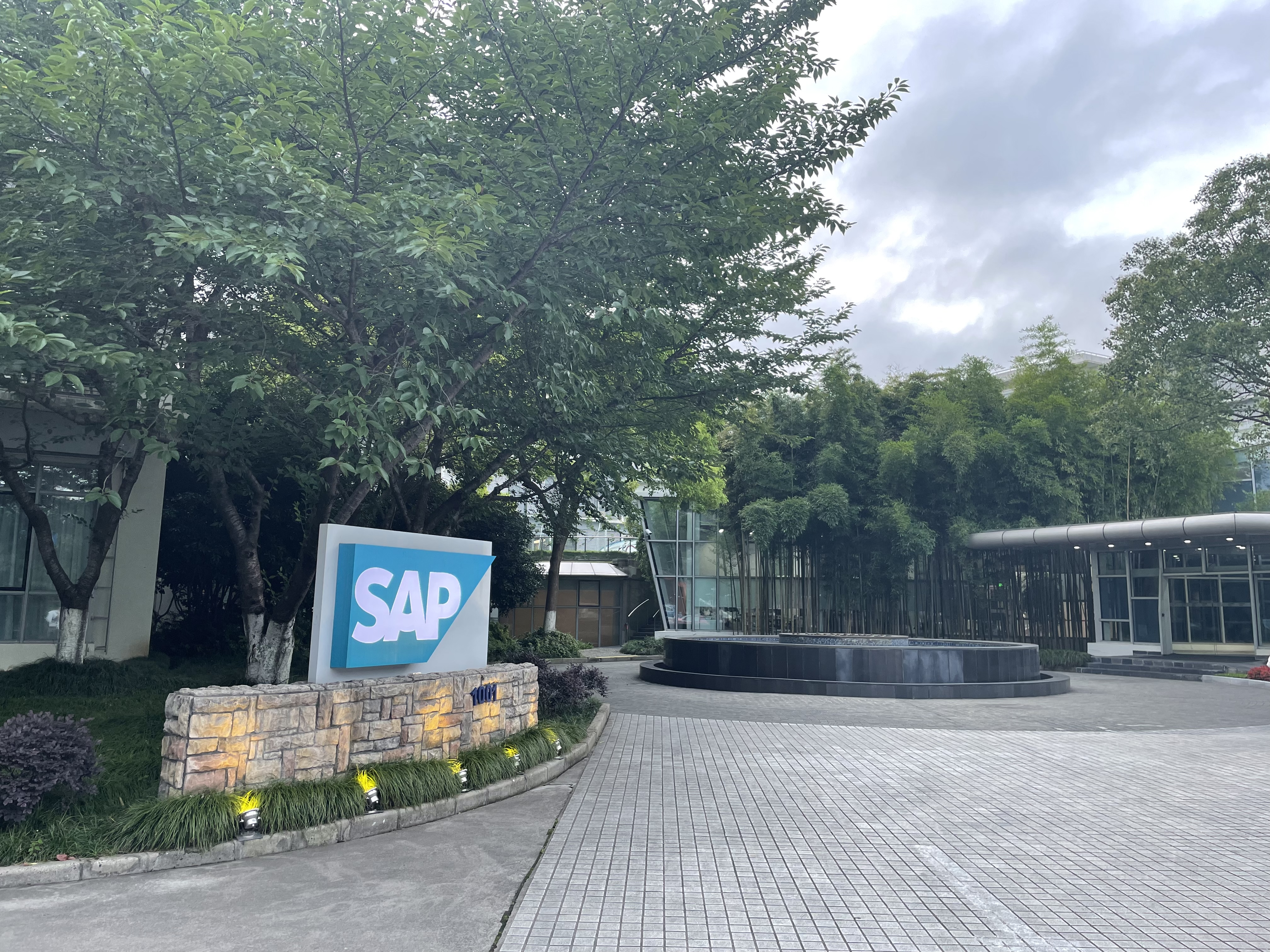
位于上海浦东新区的SAP中国研究院

1997年，在上海成立SAP中國研發中心。2003年11月20日，改為SAP中國研究院，作為SAP全球八大研發中心之一。地址位於上海浦東張江的上海浦東軟件園，院长是李瑞成博士。到2010年底，SAP中國研究院人數已經超過1700人，晉陞為SAP第四大研發中心。
2006年3月，在成都成立SAP全球研發服務中心 (成都)。地址在成都高新技术产业开发区。
2012年12月，在南京设立第二个全球创新中心。。地址在中国（南京）软件谷。

## 軟體產品
企業解決方案
中小型企業解決方案
- SAP Anywhere
- SAP Business All-in-One
- SAP Business ByDesign
- SAP Business One
- SAP BusinessObjects portfolio
- SAP Crystal solution

On-Demand解決方案
- SAP Anywhere
- SAP BusinessObjects BI OnDemand
- SAP Business ByDesign
- SAP Carbon Impact
- SAP CRM on-demand solution
- SAP E-Sourcing on-demand solution
- SAP StreamWork

快速部署解決方案
- 快速部署SAP業務通信管理
- 快速部署SAP CRM
- 快速部署SAP IT Service Desk Operation
- 快速部署可持續性分析

## 外部連結
- SAP官方網站（繁体）（页面存档备份，存于）
- SAP官方網站（简体）（页面存档备份，存于）